# Sri Satya Narayan Goenka
Sri Satya Narayan Goenka, född 30 januari 1924 i Mandalay, Burma, död 29 september 2013 i Bombay, Maharashtra, var en indisk ledande lärare i Vipassana, en meditationsteknik. Han blev i mitten av 1950-talet lärjunge till U Ba Khin.
Goenka föddes i Burma av indiska föräldrar och växte upp som hindu.